# Szłapań
Szłapań (ukr. Шлапа́нь) – wieś na Ukrainie, w obwodzie wołyńskim, w rejonie kamieńskim. Liczy 162 mieszkańców.
Do 2020 w rejonie lubieszowskim. 